# تپه قاسم‌آباد ۲
تپه قاسم‌آباد ۲ مربوط به دوره اشکانیان است و در شهرستان گیلانغرب، بخش مرکزی، دهستان حومه، ۳۵۰ متری شرق روستای قاسم‌آباد واقع شده و این اثر در تاریخ ۲۶ اسفند ۱۳۸۷ با شمارهٔ ثبت ۲۵۷۶۳ به‌عنوان یکی از آثار ملی ایران به ثبت رسیده است.